# Nuestra Señora de Begoña
Nuestra Señora de Begoña o Madre de Dios de Begoña es una advocación mariana originaria de la anteiglesia de Begoña, actualmente perteneciente a Bilbao, España. Fue declarada canónicamente patrona de Vizcaya en 1903 por Pío X, y su festividad se celebra el 11 de octubre.

## Otras

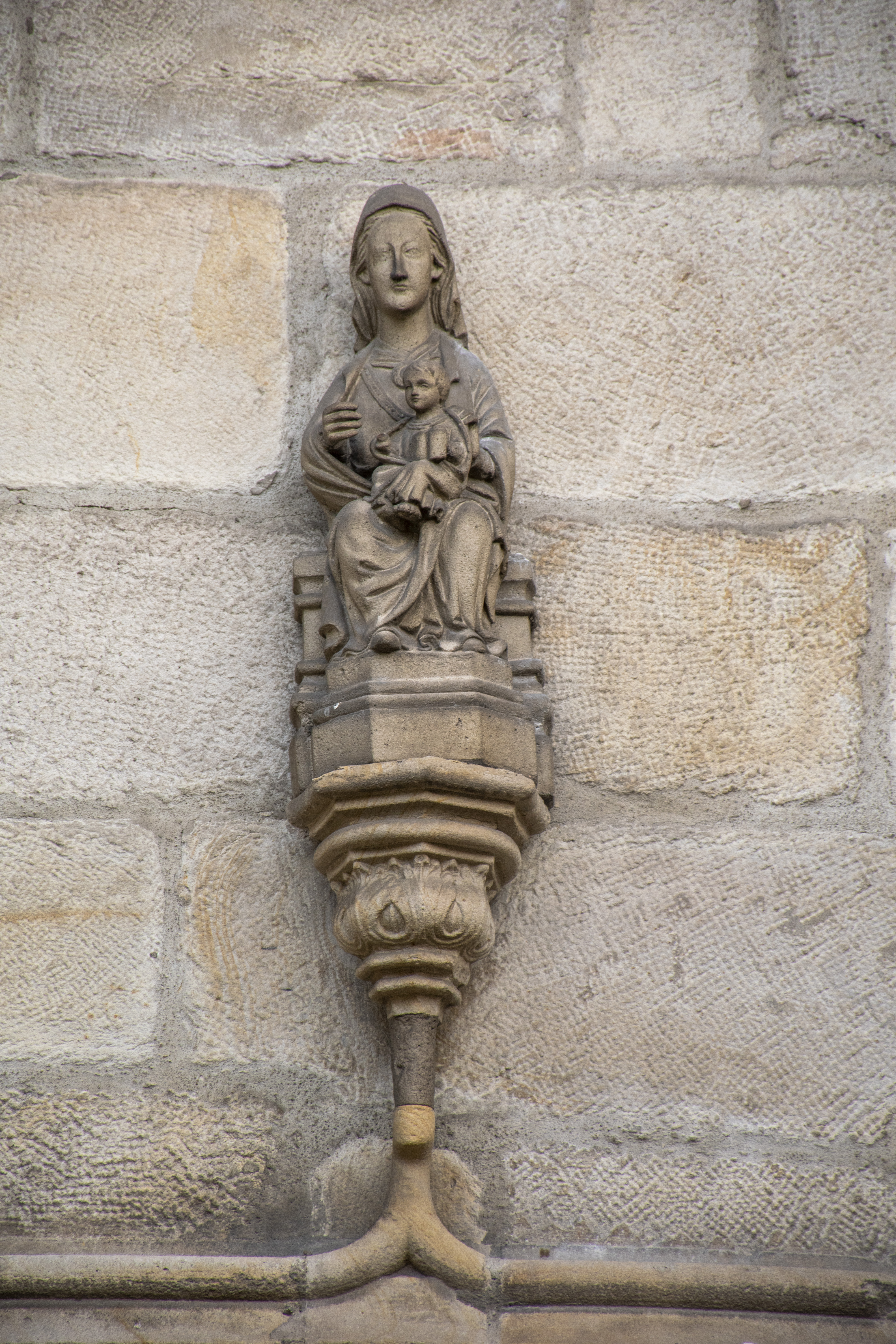
Imagen de Nuestra Señora de Begoña en la portada de la Basílica homónima

- En Almáciga (Santa Cruz de Tenerife, Islas Canarias) se venera la imagen de Nuestra Señora de Begoña. Dicha imagen mariana tiene su propia historia acaecida en 1945 cuando un grupo de fieles salió desde Bilbao en barco con dirección a Santiago de Compostela. Durante la travesía tiraron por la borda una botella que en su interior contenía un mensaje y cinco estampas de la Virgen de Begoña. La botella llegó a las playas del otro lado de España, en el pueblecito de Almáciga al noreste de Tenerife, y a allí se envió una réplica exacta de la imagen de la Virgen de la Begoña desde Bilbao por petición de los vecinos de Almáciga.[1]
- En Gijón, Asturias, se encuentra en la parroquia de Nuestra Señora de Begoña, en la Avda. de la Costa, 33. Esta advocación apareció en Gijón en el siglo XVlII, con la construcción de una capilla en su honor. Julio Somoza, cronista de Gijón, señala que unos pescadores vizcaínos, tras regresar de faenar en las costas de Terranova, fueron sorprendidos por una enorme tempestad y, ante el temor de perder la vida, acudieron a la protección de su Patrona, Nuestra Señora de Begoña, prometiendo dedicarle una capilla en la primera tierra que tocaran, si lograban mantenerse con vida. Al desembarcar en la playa de Gijón, construyeron una capilla en un pequeño promontorio próximo a la playa. Posteriormente, la capilla se trasladó al interior a una zona denominada Campo de Begoña.  Durante la Guerra de la Independencia, la capilla quedó prácticamente destruida, salvándose la imagen, que había sido realizada por el escultor gijonés Luis Fernández de la Vega.[2]
- En Miraflores de la Sierra existe un oratorio llamado la Gruta de Nuestra Señora de Begoña. El Arzobispo Cardenal de Madrid Rouco Varela concede la licencia en el año 2002 para el establecimiento del culto y la celebración de la Eucaristía.
- En Madrid, en la Colonia Virgen de Begoña (Distrito de Fuencarral-El Pardo) está la Parroquia de Nuestra Señora de Begoña (Padres Carmelitas), en la calle Marcos de Orueta,15C.
- En Venezuela, es la patrona de Naguanagua, estado Carabobo. La imagen fue donada por el Pbro. Juan Esteban de Lamas el 13 de marzo de 1873. Las fiestas patronales de Nuestra Señora de Begoña representan la máxima expresión del folclore y tradición de pueblo naguanagüense. Naguanagüenses acompañan en las calles cada 15 de agosto a su Patrona en procesión y cabalgata. Además  Municipio Costa de Oro, quien es la patrona de población del Playón, Estado Aragua, Cada 8 de septiembre celebra su llegada a las costa Aragueña.
- Al norte de México, en el estado de Chihuahua, la localidad de Cuchillo Parado fue fundado con el nombre de "Nuestra Señora de Begoña de Cuchillo Parado, dicho lugar es considerado la cuna de la Revolución Mexicana por el levantamiento del caudillo local Toribio Ortega.
- La Virgen de Begoña es la patrona del Puerto de Sagunto (Valencia) España.